# Liste der Kreisstraßen im Landkreis Nordhausen

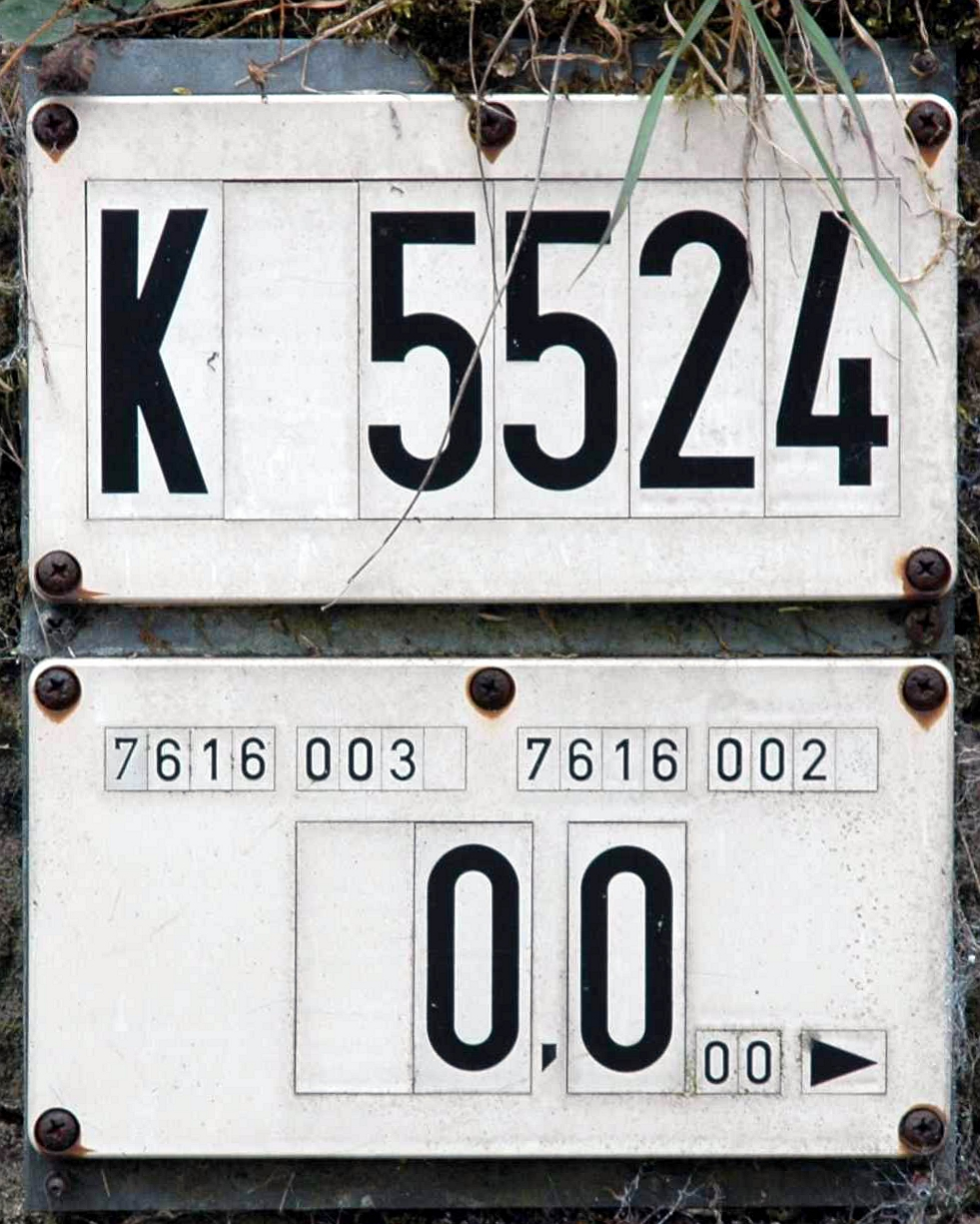
Stationszeichen

Die Liste der Kreisstraßen im Landkreis Nordhausen ist eine Übersicht der Kreisstraßen im thüringischen Landkreis Nordhausen.

## Abkürzungen
- K: Kreisstraße
- L: Landesstraße

## Liste
Straßen und Straßenabschnitte, die unabhängig vom Grund (Herabstufung zu einer Gemeindestraße oder Höherstufung) keine Kreisstraßen mehr sind, sind kursiv dargestellt. Der Straßenverlauf ist in der Regel von Nord nach Süd und von West nach Ost angegeben.
| Nr.  | Verlauf |
| ---- | --- |
| K 1  | in Rothesütte – Sophienhof –                                                                                   |
| K 2  | K 36 in Appenrode – in Ilfeld                                                                                  |
| K 3  | in Krimderode – Rüdigsdorf                                                                                     |
| K 4  | L 2070 in Großwechsungen – /L 3243 – … – K 28 in Hesserode – L 1036/L 3080 in Kleinwerther                     |
| K 5  | L 1039 in Mauderode – K 23                                                                                     |
| K 7  | L 2062 in Pützlingen – Etzelsrode – L 1034 in Friedrichsthal                                                   |
| K 8  | L 2062 in Liebenrode – Steinsee – L 1039                                                                       |
| K 9  | K 22 – L 2067 in Branderode                                                                                    |
| K 10 | Rodishain – L 1037 in Stempeda                                                                                 |
| K 11 | K 27 – Hamma                                                                                                   |
| K 12 | L 1034 in Wolkramshausen – Wernrode – L 2083                                                                   |
| K 13 | L 3080 – nicht befahrbar – Mörbach – L 1034                                                                    |
| K 14 | in Mackenrode – L 2064                                                                                         |
| K 15 | (K 424 im Landkreis Göttingen, Niedersachsen) – Landesgrenze – L 2067                                          |
| K 16 | L 2062 in Trebra – Helenenhof – L 1011                                                                         |
| K 17 | K 31 in Haferungen – Immenrode – Fronderode – Kehmstedt – L 1034 – L 1035 in Bleicherode                       |
| K 18 | L 1038 in Nordhausen – Himmelgarten – Leimbach – K 37                                                          |
| K 19 | /L 3080 – Windehausen – K 27 in Heringen/Helme                                                                 |
| K 20 | – Hochstedt – Herreden – K 23 – Salza – in Nordhausen                                                          |
| K 21 | L 1014 in Sülzhayn – K 36 in Werna                                                                             |
| K 22 | (K 425 im Landkreis Göttingen, Niedersachsen) – Landesgrenze – K 9 – Klettenberg –                             |
| K 23 | L 2073 – K 5 – Hörningen – K 20 in Herreden                                                                    |
| K 24 | L 1037 in Buchholz – Herrmannsacker                                                                            |
| K 25 | (L 602 in Niedersachsen) – Landesgrenze – L 1014/L 1037 in Ellrich                                             |
| K 26 | L 1016 – Friedrichslohra – Großlohra – Großwenden – Münchenlohra – L 1034 in Nohra                             |
| K 27 | in Nordhausen – Sundhausen – Uthleben – Heringen/Helme – K 19 – K 11 – Auleben – Aumühle – L 3080 in Görsbach  |
| K 28 | /L 3243 – Kleinwechsungen – Hesserode – K 4 – L 3080 in Nordhausen                                             |
| K 31 | L 2062 – Haferungen – Flarichsmühle – L 3243                                                                   |
| K 34 | L 1034 – Hainrode                                                                                              |
| K 36 | K 21 in Werna – Appenrode – in Niedersachswerfen                                                               |
| K 37 | L 1038 in Buchholz – L 1037 – Steigerthal – Obergrasmühle – K 18 – Neue Mühle – Urbach bei Nordhausen – L 3080 |
| K 38 | L 3080 in Sollstedt – Neu Sollstedt – Rehungen – Kreisgrenze (EIC – NDH)                                       |